# 사바나

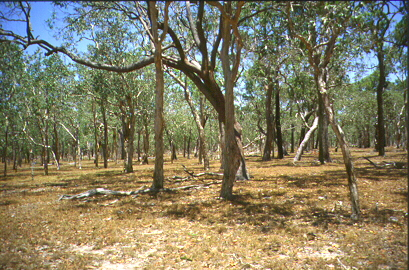
오스트레일리아의 사바나

사바나(savannah, 문화어: 싸바니아)는 건기가 뚜렷한 열대와 아열대 지방에서 발달하는 초원이다.
강한 건조 기후에서는 삼림이 형성되지 않고 초원이나 황원이 나타나는데, 이때 삼림과 초원의 중간 단계에 있는 것이 바로 사바나이다. 사바나는 1년 중 5-7개월 정도의 강한 건조기를 가진 지역에 분포하며, 열대 기단에 의해 지배되는 가장 바깥쪽 가장자리에 위치하고 있다. 즉, 아열대에서 온대에 걸쳐 분포되어 있은데, 온대에서는 아주 좁은 지역이 속할 뿐이다. 초원 가운데 나무가 간혹 있는 것이 사바나의 일반적인 모습이지만 풀의 상태나 나무의 수는 곳에 따라 심한 변화를 보이는데, 이것은 주로 습윤기의 상태에 따라 좌우된다. 아프리카에서는 주로 우기에는 물이 머물며 건기에는 토양이 굳어지는 곳에 널리 분포되어 있다. 가장 대표적인 사바나는 동아프리카, 오스트레일리아 내륙부, 브라질 남부에 있다.

## 같이 보기
- 사바나 기후

## 참고 자료
- 이 문서에는 다음커뮤니케이션(현 카카오)에서 GFDL 또는 CC-SA 라이선스로 배포한 글로벌 세계대백과사전의 내용을 기초로 작성된 글이 포함되어 있습니다.